# Gallo-Romeins museum
De benaming Gallo-Romeins museum wordt gebruikt voor een museum waar vooral vondsten uit de Keltische, Romeinse en vroeg-Merovingische periode worden bewaard.
Soms is het Gallo-Romeins museum onderdeel van een grotere instelling waarin ook archeologische tot vroeg-middeleeuwse vondsten of kunstwerken worden bewaard. Een Gallo-Romeins museum vindt men dikwijls in oude Romeinse garnizoenssteden, zoals Keulen, Trier, Biesheim, Tongeren, Lyon, Vienne en Périgueux (Vesunna-museum). Er zijn in België ook Gallo-Romeinse musea in Aat, Aarlen, Oudenburg en Velzeke (Zottegem).